# Suluhavet
Suluhavet er havområdet som omkranses af de filippinske øer Palawan, Mindoro, Panay, Negros og Mindanao, og den malaysiske enklave Sabah på Borneo.
Suluhavet har havdybde på over 5000 m.
8°N 120°Ø / 8°N 120°Ø